# ヴェヌストゥルス
ヴェヌストゥルス（Venustulus）は、古生代シルル紀に生息した化石鋏角類の1属、ハラフシカブトガニ類という広義のカブトガニ類に含まれるものの1つである。アメリカのシルル紀の地層 Waukesha Lagerstatte から発見される Venustulus waukeshaensis という1種のみによって知られる。
学名「Venustulus」はラテン語で「魅力的」の意味をもつ。タイプ種の種小名「waukeshaensis」はその化石産地であるウォキショー郡（Waukesha County）に因んで名付けられた。

## 形態

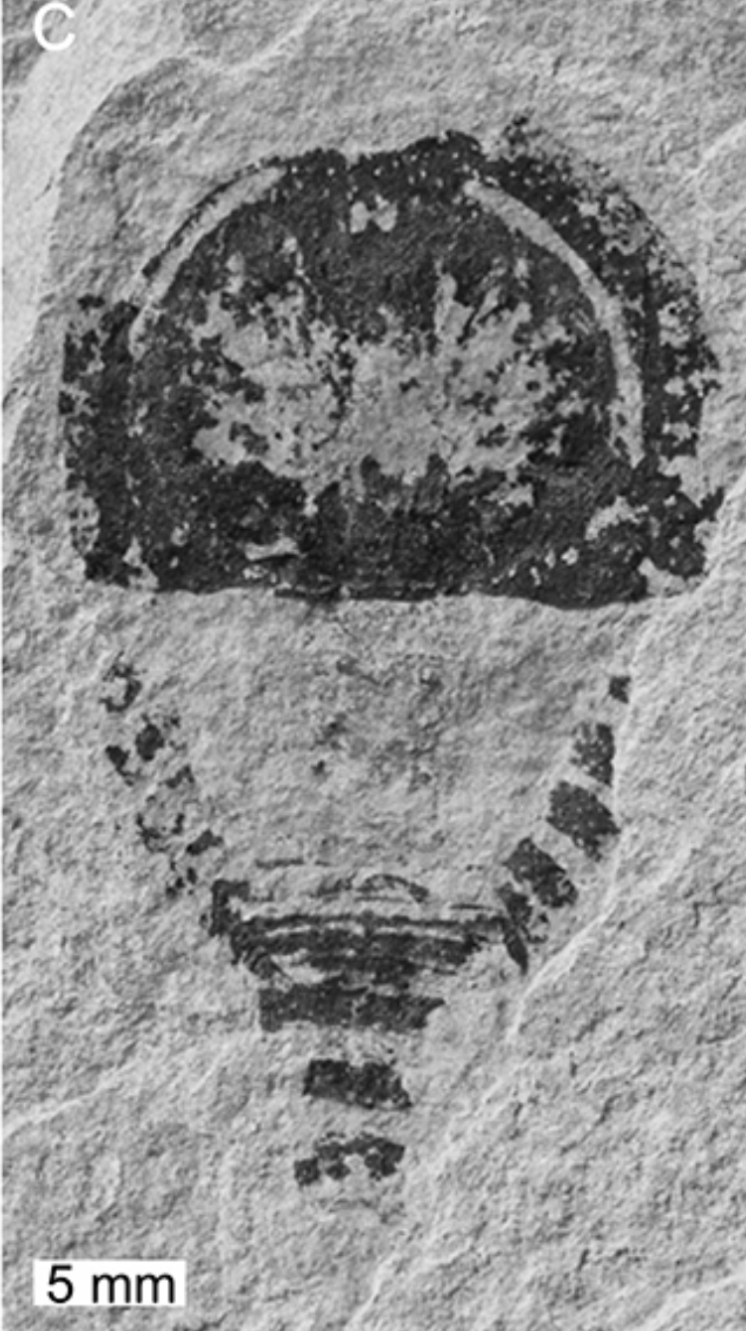
化石標本

全長1cmから7cm以上程度のハラフシカブトガニ類である。多くのハラフシカブトガニ類と同様、体は背甲に覆われる前体と分節した後体からなり、後体は更に幅広い前腹部と細長い後腹部に分かれる。付属肢（関節肢）を保存した化石が発見される数少ないハラフシカブトガニ類の1つである。
前体（prosoma）は半円形の背甲（carapace）に覆われ、背面の側部隆起線（opthalmic ridges）と心域（cardiac lobe）の間には5対の隆起線が放射状に配置される。側眼（複眼）は見当たらないが、側部隆起線の中央には中眼（単眼）と思われる1対の丸い構造体がある。
分節した後体（opisthosoma）は外見上では10節で、前7節を含んだ前腹部（preabdomen）と後3節を含んだ後腹部（postabdomen）に分かれるが、実際には11節で、前腹部の本来の第1節はあらゆる原因で外見上観察できなかったと考えられる。前腹部の残り7節は発達した背板（tergite）によって表れ、左右の出っ張り（tergopleurae）は四辺形で尖らない。後腹部の各体節は円柱状で出っ張りを欠き、終端は剣状の尾節（telson）がある。
前体の腹面には1対の鋏角と5対の脚があるが、保存状態は悪く、最終の脚は少なくとも6つの肢節があることしか分からない程度で、その先端や他の付属肢の構造は不明。後体の付属肢は化石に保存されていないが、おそらく他の節口類と同様に6対の蓋板（operculum）があると推測される。

## 分類
ヴェヌストゥルスはハラフシカブトガニ類（Synziphosurina）という広義のカブトガニ類に含まれ、基盤的な真鋏角類をも含んだ側系統群に分類された化石鋏角類の1つである。その中でヴェヌストゥルスは Camanchia や Anderella に近縁とされ、これらは狭義のカブトガニ類・Chasmataspidida類・ウミサソリ類・クモガタ類に至る系統より早期に分岐しているとされる。